# 愛國公黨
愛國公黨（日语：／）
1. 自由民权运动最初的政治結社。
2. 明治时代中期的政党。

## 愛國公黨 (1874)
1874年1月12日，因征韩论、明治六年政变而下野的板垣退助等人以幸福安全社为基础，於东京京桥区银座的副岛种臣邸结成「愛國公黨」。 基于具尊皇精神的天赋人权论，為保护基本人权，要求政府盡速设立民选议院。1月17日，板垣、副岛等人向政府提交了《民撰议院设立建白书》。除此之外，后藤象二郎、江藤新平、小室信夫、由利公正、冈本健三郎、古泽滋等人也參加建白书的署名。爱国公党，是日本最早的政治结社，后来板垣退助和片冈健吉在土佐成立立志社。但是，因为创立成员江藤参加佐贺之乱，不得不解散，以將活动從檯面上轉至檯面下，在高知县成立作为檯面上的政治结社「立志社」。此后，板垣一直维持作为地方组织的“立志社”，和維持全国组织的“爱国公党”，以东京和高知的中间地大阪为据点，为结成愛国社而奔走。此為国会期成同盟，也是日本最早的政党自由党的起源。
愛國公黨，也是日本首個在名称中冠上“爱国”的组织。

## 愛國公黨(1890)
1890年5月5日 ，以舊自由党土佐派为中心成立政党。为应对大同团结运动的分裂，板垣退助、植木枝盛等人将舊自由党员集结为爱国公党。建党后，立即与自由党、大同俱乐部展开合并谈判。5月14日，三派合并，成立庚寅俱乐部。8月4日，爱国公党解散，包括九州同志会在内的四派合并，於9月15日，結成立宪自由党。

## 脚注
1. ↑  宇野俊一ほか編 『日本全史（ジャパン・クロニック）』 講談社、1991年、922頁。ISBN 4-06-203994-X。
2. 1 2  ブリタニカ国際大百科事典 小項目事典 （页面存档备份，存于） コトバンク. 2018年9月27日閲覧。
3. 1 2 3  デジタル大辞泉 （页面存档备份，存于） コトバンク. 2018年9月27日閲覧。
4. ↑  「愛国公党本誓」(宇田友猪 & 和田三郎 1910)
5. ↑  『自由黨史』板垣退助監修
6. ↑  宇野俊一ほか編 『日本全史（ジャパン・クロニック）』 講談社、1991年、956頁。ISBN 4-06-203994-X。

## 相关项目
- 日本政党列表